# Bandera de Torrebesses
La bandera oficial de Torrebesses té la següent descripció:
Bandera apaïsada, de proporcions dos d'alt per tres d'ample, verd fosc, amb les dues torres grogues de l'escut, cadascuna d'amplària 5/24 de la llargària del drap, i alçària 7/16 de la del mateix drap, posades, la primera, a 11/48 de la vora de l'asta i, la segona, a la mateixa distància de la del vol, i ambdues a 1/8 de la vora inferior, i amb el món blanc cintrat de vermell, somat de la creu grega patent blanca de l'escut, tot el conjunt d'amplària 1/8 de la llargària del drap i alçària 1/4 de la del mateix drap, posat equidistant de les vores de l'asta i del vol, i a 1/8 de la superior.
Va ser aprovada el 15 d'octubre de 2009 i publicada en el DOGC el 10 de novembre del mateix any amb el número 5502.